# Hesterniasca
Hesterniasca (лат.) — ископаемый род коротконадкрылых жуков подсемейства Tachyporinae (семейство Staphylinidae). Обнаружен в меловых отложениях Китая: более 120 млн лет. Один из древних родов стафилинид.

## Описание
Мелкого размера ископаемые стафилиниды, которые были описаны по отпечаткам тела, длина от 3 до 6 мм. Обладают широким телом и укороченными, но широкими надкрыльями; голова без видимой шеи (соединена прямо с протороксом), надкрылья с эпиплевральным килем. Голова мелкая, поперченая. Переднеспинка также поперечная с угловатыми латеральными краями; субквадратная. Передние и средние тазики крупные.
Включает два вида. Первый типовой †Hesterniasca obesa Zhang et al. 1992 (аптский ярус, Китай, около 120 млн лет) был описан в 1992 году вместе с выделением рода.
Второй вид Hesterniasca lata был описан в 2011 году российско-датским колеоптерологом Алексеем Солодовниковым (Копенгагенский университет, Natural History Museum of Denmark, Zoological Museum, Копенгаген, Дания) и группой китайских палеоэнтомологов (Chenyang Y. Cai, Diying Y. Huang; State Key Laboratory of Palaeobiology and Stratigraphy, Nanjing Institute of Geology and Palaeontology, Chinese Academy of Sciences, Нанкин, Китай).
Внутри Tachyporinae род Hesterniasca наиболее напоминает своими внешними признаками такие современные роды как Tachinus Gravenhorst, 1802 и Tachinomorphus Kraatz, 1859 (оба из трибы Tachyporini MacLeay, 1825).
Поэтому род Hesterniasca включён в состав трибы жуков Tachyporini, а не в Staphylininae как было первоначально заявлено при описании его в 1992 году китайскими биологами. Ранее в подсемействе Tachyporinae было известно 9 вымерших родов. Среди них сестринские таксоны: роды Abscondus Tikhomirova 1968 (2 вида; юрский период, Каратау, Казахстан), Lordithon Thomson 1859 (эоцен, США), Mesotachinus Tikhomirova 1968 (3 вида; юрский период, Каратау, Казахстан), Mesotachyporus Gusarov 2000 (меловой период, Нью-Джерси, США), Tachyporoides Tikhomirova 1968 (1 вид; юрский период, Каратау, Казахстан). Из других вымерших родов подсемейства: Undiatina Ryvkin, 1990 (1 вид; юрский период, Забайкалье, Россия), Ryvkinius Herman, 2001 (оригинально описанный под преоккупированным именем Mesoporus Ryvkin, 1990; 1 вид, юрский период, Дая, Забайкалье, Россия), Cuneocharis Ryvkin, 1990 (1 вид, юрский период, Дая, Забайкалье, Россия); Glabrimycetoporus Yue, Zhao & Ren, 2009 (1 вид, меловой период, Китай).